# Bristol Type 188
Bristol Type 188 byl britský dvoumotorový proudový experimentální letoun konstruovaný k překročení rychlosti Mach 2.

## Vývoj

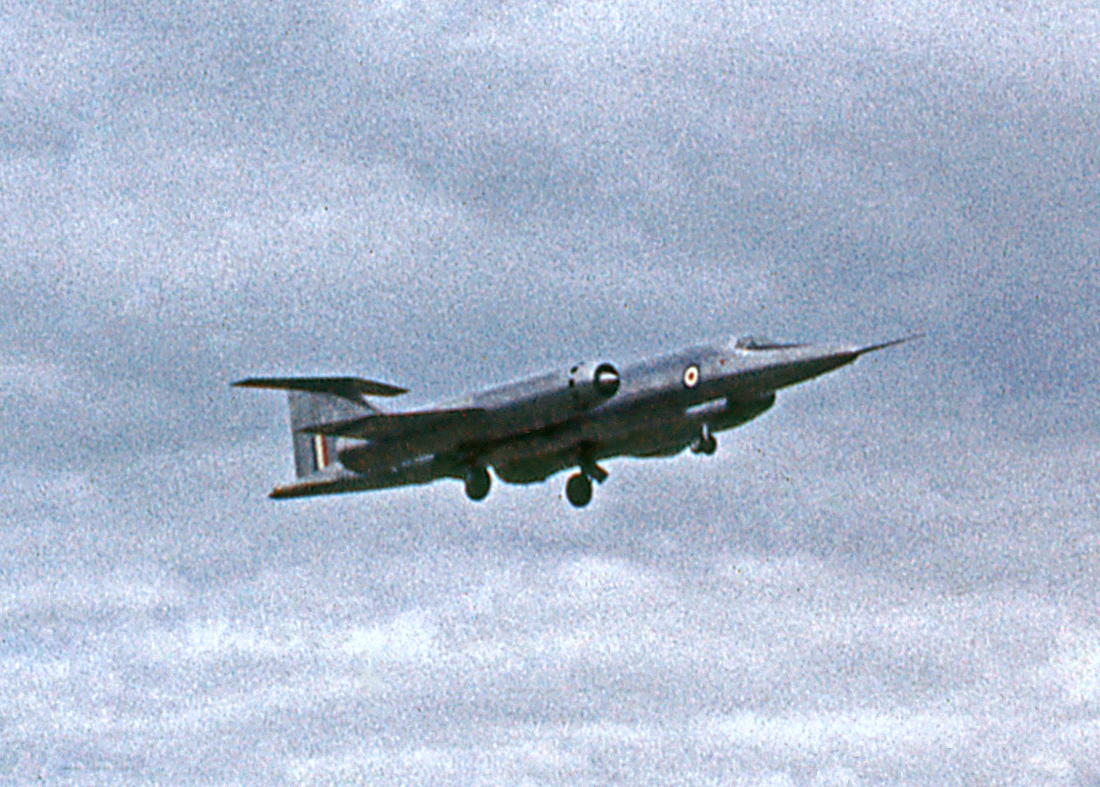
Bristol Type 188 (XF923), 1962

Na začátku 50. let 20. století vypsalo britské ministerstvo dodávek, později přejmenované na ministerstvo letectví, požadavek Experimental Requirements č. 134. V něm byly formulovány hlavní rysy pokusného letounu, určeného pro výzkum v oblasti rychlostí okolo Machova čísla 2 se zřetelem na jeho překročení. Specifikace dále požadovala samostatný vzlet z letiště s dostatečnou vytrvalostí k měření a vyhodnocení aerodynamických podmínek takového letu, aerodynamický ohřev a jeho vliv na použitý materiál a problematiku stability letu.
Hlavním řešitelem úkolu se stala společnost Bristol, kde v únoru 1953 začala projekce letounu Bristol Type 188. Během roku 1954 nabýval projekt definitivní podoby a v dubnu 1955 byla podepsána objednávka na šest prototypů, z nichž se měl jeden stát předlohou pro námořní stíhací letoun Bristol 188N. Později byla zakázka zredukována na výrobu tří prototypů, z nichž jeden byl určen pro pevnostní a únavové zkoušky.
Během výroby bylo potřeba vyřešit problémy se samotným konstrukčním materiálem, jehož aerodynamický ohřev měl dosahovat 300 °C při současném namáhání při obratech a delších letech. Nově vyvinutá byla i metoda sváření speciálních materiálů, obtížné bylo i opracování dílů potahu, kde proti sobě stály požadavky na pevnost a houževnatost materiálu a opracovatelnost. Kombinace štíhlého trupu, dlouhých a daleko od sebe posazených motorových gondol a křídla zvoleného půdorysu se testovala v aerodynamických tunelech a na modelech. Některé z nich byly instalovány i na rakety, které se vypouštěly v Aberporthu na pracovišti výzkumného ústavu RAE.
Z kapacitních důvodů zadala firma Bristol stavbu řady dílů společnosti Armstrong Whitworth Aircraft. Zde byly vyrobeny ocasní plochy i s kormidly, křidélka, vnější části křídla a kabinový kryt se štítkem ze speciálního třívrstvého skla odolného proti aerodynamickému ohřevu.

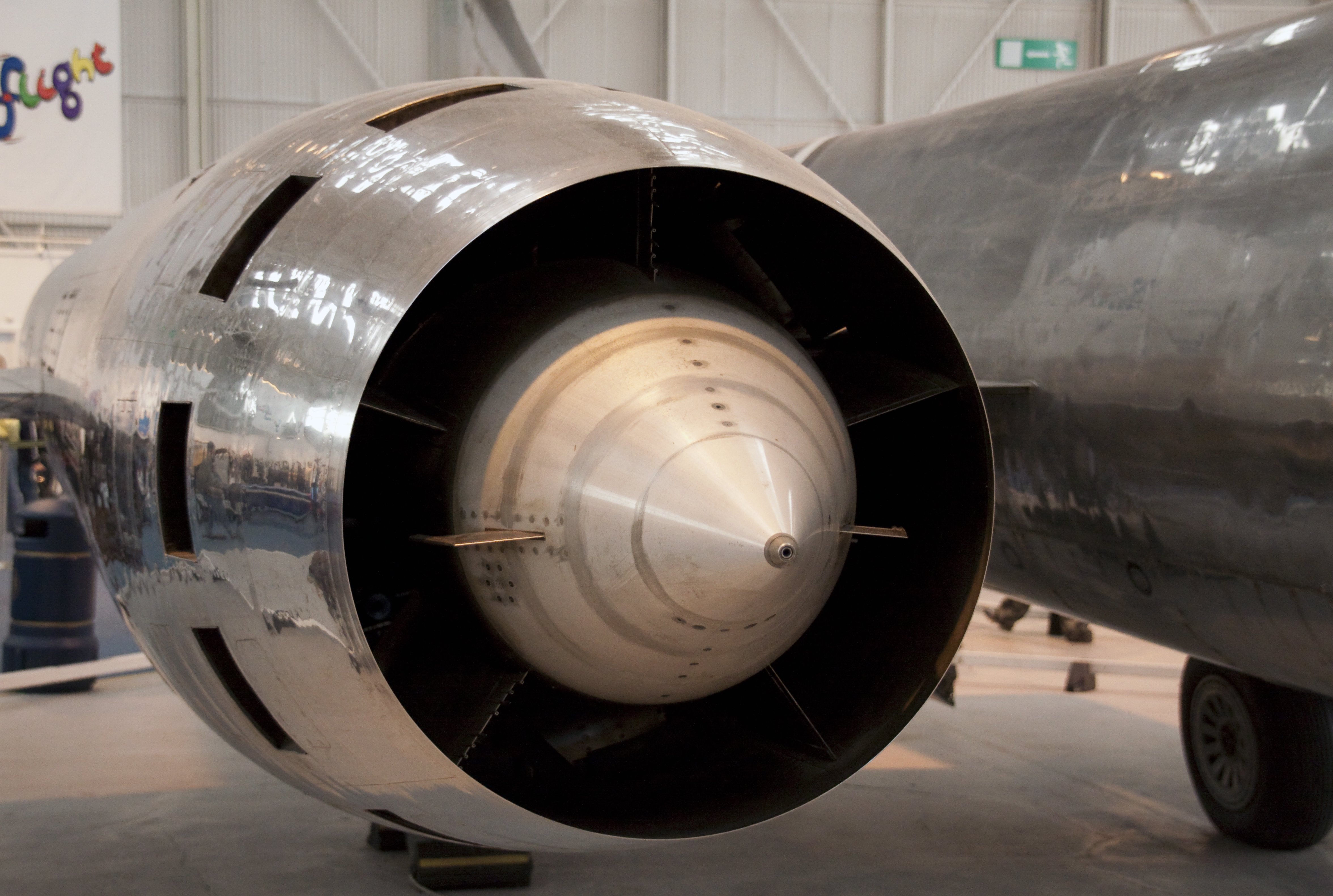
Vstupní otvor vzduchu k motoru

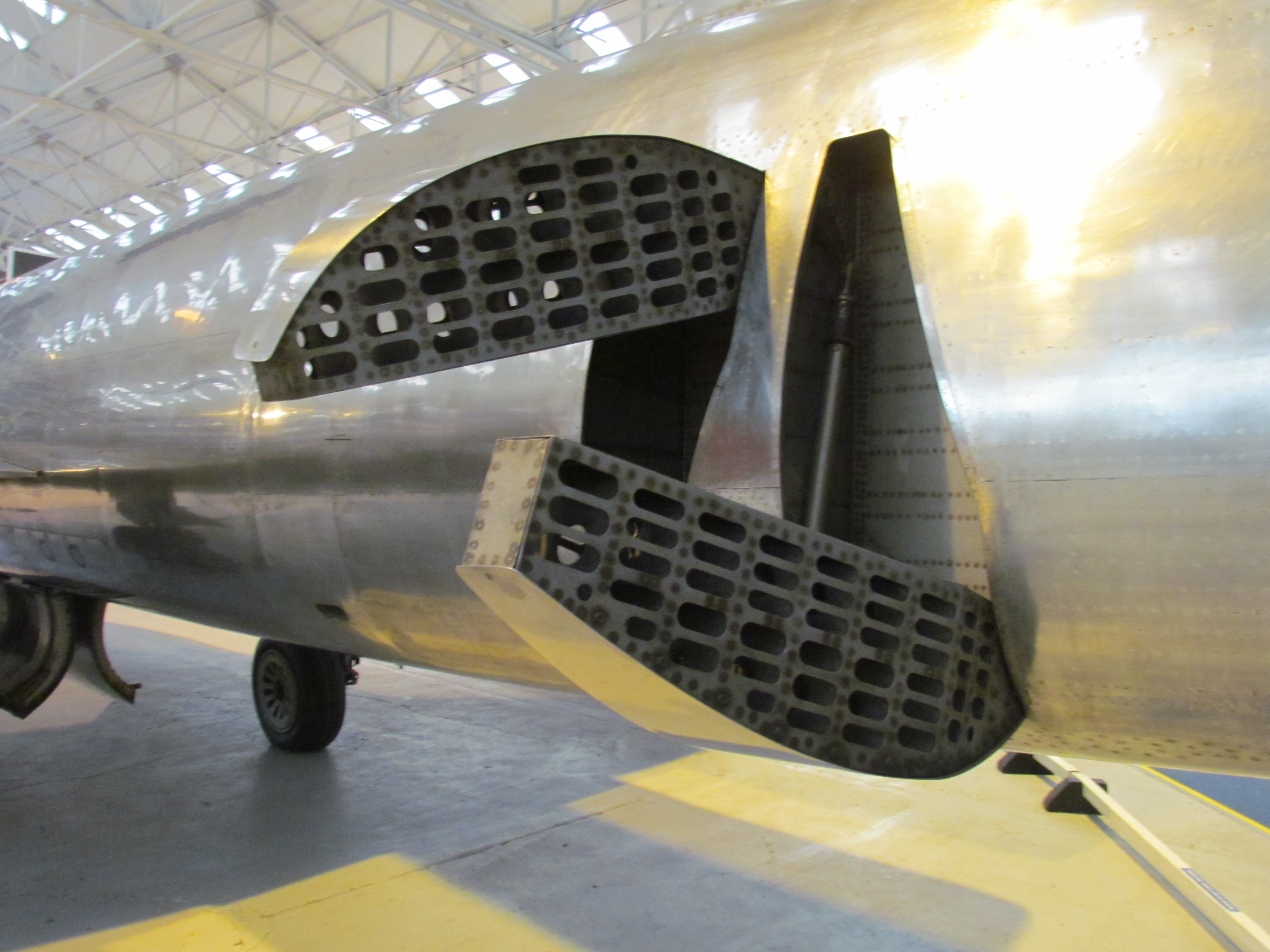
Vysunuté aerodynamické brzdicí plochy

Podle původního projektu měly letoun pohánět dva motory Rolls-Royce Avon RA-24R, avšak během stavby prototypů již byly k dispozici výkonnější pohonné jednotky de Havilland (Bristol Siddeley) DGJ-10R Gyron Junior se statickým tahem 44,49 kN a 62,29 kN během přídavného spalování. Bristol rovněž vyvinul technologicky náročné automatické ovládání vstupních otvorů vzduchu s regulací průměru vstupního prstence v závislosti na tvoření rázové vlny na přídi vřetenového tělesa, vsazeného do vstupního kanálu. Systém pracoval samostatně v rozsahu rychlosti od vzletu až po Mach 2,5. Motory Gyron Junior byly vyzkoušeny za letu na stroji Gloster Javelin v lednu 1961. Od května předešlého roku již probíhaly v ústavu RAE ve Farnborough pevnostní zkoušky prvního draku. První ze dvou létajících prototypů (XF923) opustil výrobní halu ve Filtonu 26. dubna 1961 a následně prošel náročnými pozemními zkouškami, včetně testů motorů. Pojížděcí zkoušky byly zahájeny v únoru 1962. První let provedl šéfpilot Godfrey L. Auty 14. dubna 1962 a během 23 minutového letu přelétl stroj na zkušební základnu v Boscombe Down. V září byl předveden veřejnosti při přehlídce letecké techniky ve Farnborough. Po ukončení první fáze testů se 15. listopadu vrátil na tovární letiště ve Filtonu k úpravám. Zde vzlétl 29. dubna 1963 i druhý prototyp (XF926). Od prvního prototypu se odlišoval přechodovým kuželem mezi VOP a SOP a zjednodušenými regulovatelnými štěrbinami na vstupních otvorech vzduchu k motorům.
První prototyp vykonal 19 letů, všechny pouze v podzvukové oblasti. Druhý stroj vzlétl jedenapadesátkrát a větší část letů probíhala v transsonické nebo nadzvukové oblasti rychlostí. Letoun sám neměl specializované navigační vybavení a jeho pilot byl odkázán na informace ze země získané sledováním jeho letu radarem. Po větší část letů jej až do oblasti omezené svou rychlostí doprovázel upravený letoun Hawker Hunter. V lednu 1964 vykonal poslední let, poté byly všechny práce na programu Bristol Type 188 zastaveny. Vysoká spotřeba paliva dvou proudových pohonných jednotek Gyron Junior totiž nedovolila delší lety nadzvukovou rychlostí než 25 min, což bylo nedostatečné pro měření zabudovanými snímači hodnot a registračními přístroji tak složitého komplexu. Při 16. letu sice dosáhl pilot G. L. Auty vytrvalosti 48 min, ovšem v podzvukové oblasti, pro zadaný výzkumný program nevýznamné.

## Specifikace

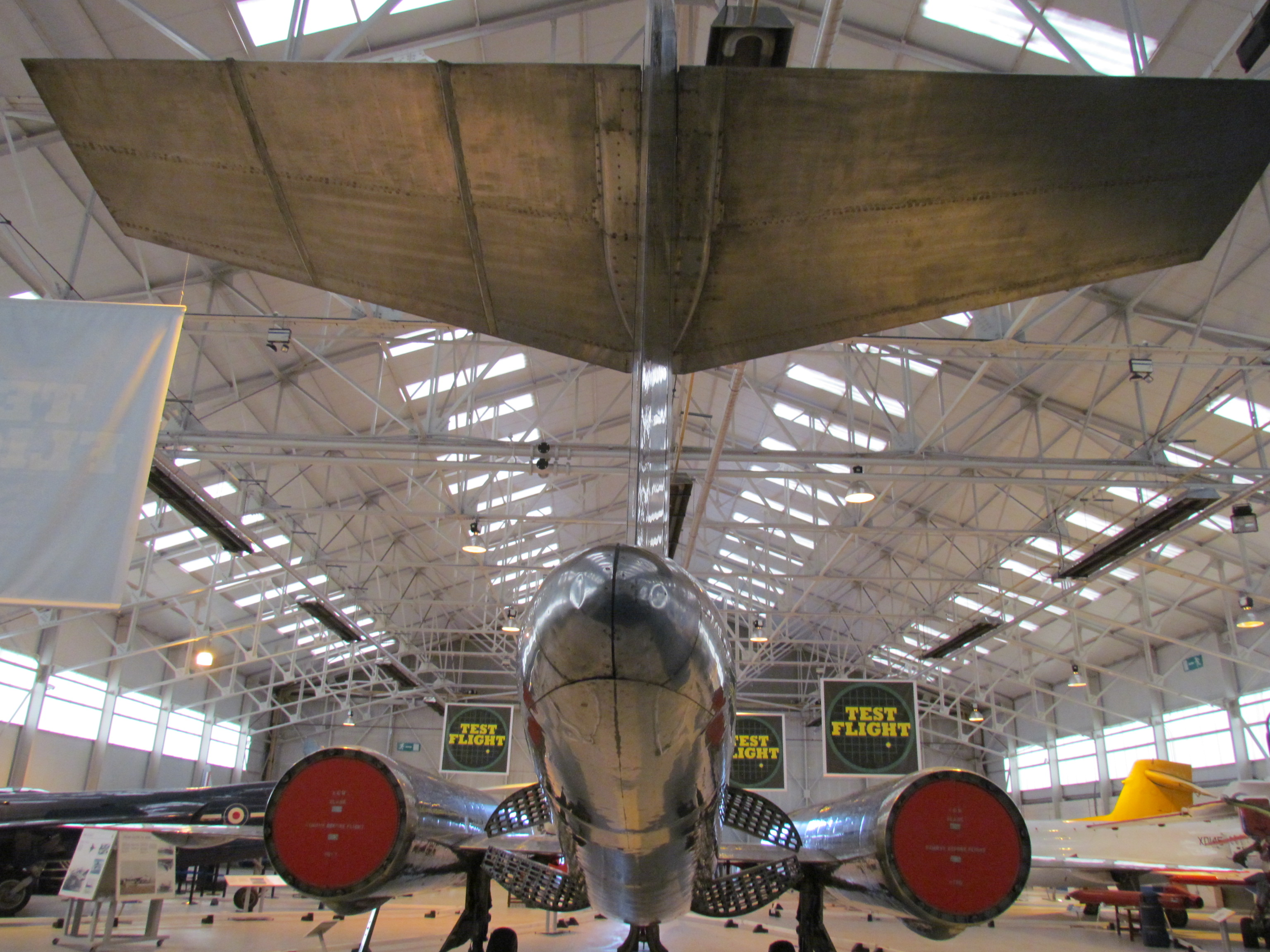
Záď letounu

Údaje platí pro druhý prototyp 

### Technické údaje
- Rozpětí: 10,69 m
- Délka bez pitotovy trubice: 21,64 m
- Výška: 4,06 m
- Nosná plocha: 36,79 m²
- Hmotnost prázdného letounu: 12 712 kg
- Vzletová hmotnost: 17 037 k

### Výkony
- Nejvyšší dosažená rychlost: 2 303 km/h (Mach 1,88).